# Simon Wolf Josephus Jitta
Simon Willem Josephus Jitta, ook wel Simon Wolff Josephus Jitta genoemd (Amsterdam, 27 september 1818 – Amsterdam, 10 februari 1897) was een Nederlandse koopman en politicus en medeoprichter van de Amsterdamse Kanaalmaatschappij.

## Leven en werk
Hij was de zoon van Wolff Josephus Jitta en Etti Cohen. Hij was koopman van beroep en stelde steeds belang in het openbare leven. Hij was voorzitter van de permanente commissie tot behartiging der belangen van de Israëlieten in Nederland. In 1853 werd door hem met Dr. E.C. Büchner en anderen de vereniging Salerno opgericht, een der eerste, die zich de verbetering der volkshuisvesting ten doel stelden. Hij was heel lang voorzitter van deze vereniging.In 1882 was hij een actief lid van de vereniging ter ondersteuning van hulpbehoevende Israëlieten in Rusland.
Hij was een uitstekend kunstkenner, hij verzamelde een collectie kunstvoorwerpen uit oude tijden, die een goede naam had. Als onder-voorzitter van de vereniging voor hedendaagse kunst heeft hij bovendien veel bijgedragen om de schilderkunst van zijn tijd tot bloei te brengen. Al in 1858 had hij een en goud geëmailleerd Amorbeeldje van Benvenuto Cellini ingebracht op een kusttentoonstelling in Arti et Amicitiae. Ook op de tentoonstelling van 1880 was er veel zilverwerk van Josephus Jitta te zien.
Hij huwde 10 augustus 1840 Nanette Dresden, die hem overleefde. Het huwelijk was kinderloos.

## Amsterdamse Kanaalmaatschappij
Op 23 november 1863 werd de Amsterdamsche Kanaalmaatschappij opgericht, met het doel, Amsterdam door een kanaal met de Noordzee in verbinding te brengen. In 1865 werd Josephus Jitta lid van het bestuur, kort daarna werd hij tot voorzitter gekozen. Er deden zich reeds vanaf de voorbereiding allerlei moeilijkheden voor. Het benodigde kapitaal kon niet bijeengebracht worden, zelfs mislukte de eerste openbare inschrijving en de gemeente Amsterdam weigerde aanvankelijk allen steun. Ten slotte kon toch, zij het met beperkt kapitaal, begonnen worden. Veel steun werd ondervonden door de inzet van de ingenieur van de maatschappij Justus Dirks. Op 16 juli 1867 werd Josephus Jitta gekozen tot lid van de Amsterdamse gemeenteraad. Toen was de toestand der maatschappij het slechtst. Aan het eind van dat jaar werd het werk gestaakt. Toch gaf hij de moed niet op en na een tijdje keerde het vertrouwen terug, zowel in Amsterdam als in Den Haag. Het lukte hem om de maatschappij op meer brede basis te vestigen. Toch werd korte tijd later door het liberale Tweede Kamerlid Mr. M.J. Pijnappel  op intrekking van de concessie aangedrongen. Desondanks werd op 29 april 1870 de eerste steen van het sluizencomplex van  Schellingwoude gelegd. In 1872 werd door de meerderheid van college van B&W van Amsterdam een voorstel gedaan om de regering te vragen de zaken van de kanaalmaatschappij over te nemen. Hoewel dit voorstel verworpen werd, was de oppositie niet tot stilstand gebracht. In de beide volgende jaren bereikte de strijd met de gemeente zijn hoogtepunt. In het boek over de aanleg van het kanaal schrijft Dr. M.G. de Boer: ‘Alleen aan den krachtigen steun van de regeering, aan het feit dat op de werkzaamheden der maatschappij geen billijke aanmerking kon worden gemaakt en dat het goed recht van deze laatste op zoo schitterende wijze door den heer Jitta werd verdedigd, was het toe te schrijven, dat deze moeilijkbeden werden overwonnen’. In deze tijd werden allerlei nieuwe bezwaren geopperd, Amsterdam zou door de afsluiting van het IJ van de Zuiderzee aan allerlei besmettelijke ziekten blootgesteld worden, de grachten zouden door het lage peil van het kanaal droogvallen, enz. In een van de raadsvergaderingen werd gezegd, dat de Kanaalmaatschappij wel een pleitbezorger in de gemeenteraad had (Dat was Josephus Jitta), maar dat de gemeente geen verdediger in het bestuur der maatschappij had. Hierop antwoordde Josephus Jitta, dat zijn mandaat als gemeenteraadslid spoedig zou aflopen en de kiezers dan uitspraak zouden kunnen doen. Op 1 november 1876 werd het kanaal geopend in tegenwoordigheid van koning Willem III. De feestrede werd door Josephus Jitta uitgesproken. Hij wees daarbij op de felle strijd, zowel op politiek als op technisch gebied, die gevoerd moest worden, en op de moeilijkheden en tegenslagen op technisch gebied, die allemaal waren overwonnen. Zonder twijfel is het voor een groot deel aan het doorzettingsvermogen van Josephus Jitta te danken, dat de doorgraving van Holland op zijn smalst tot een goed eind gebracht is en dat Amsterdam een goede, zij het ook niet een open verbinding met de Noordzee verkregen heeft.

## Politieke activiteiten

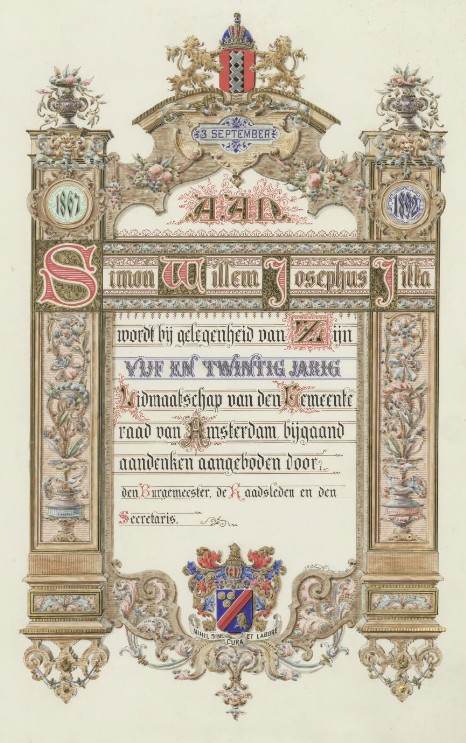
Oorkonde ter gelegenheid van zijn jubileum als gemeenteraadslid

Hij was jaren voor de kiesvereniging "Burger Pligt" vertegenwoordigd in de Amsterdamse gemeenteraad In 1877 wordt hij (als directeur van de Kanaalmaatschappij) door een aantal Amsterdamse zakenlieden naar voren geschoven als kandidaat-lid voor de tweede kamer omdat men daar een zakenman wil en geen politicus.
In 1892, ter gelegenheid van zijn 25-jarig jubileum als lid van de gemeenteraad van Amsterdam, werd hem door de burgemeester en de raadsleden een oorkonde en erebeker aangeboden

## Overige functies
Hij was betrokken bij veel bedrijven naast de Amsterdamsche Kanaalvereniging. Zo was hij ook commissaris van de Rotterdamsche Tramweg Maatschappij. Daarnaast was hij ook bewindvoerder in verscheidene faillissementszaken.
Een zaak, die zijn grote belangstelling had en die hij op de grondige wijze bestudeerde, was de “faecaliën-afvoer van Amsterdam” (riolering). Hij verzette zich tegen het stelsel van Charles T. Liernur (het Liernurstelsel) Desniettemin werd het stelsel ingevolge bij een raadsbesluit van 31 december 1879 in een groot gedeelte van Amsterdam ingevoerd. Maar de ervaring heeft hem gelijk gegeven en bij besluit van 30 Jan. 1902 werd het bovengenoemde besluit ingetrokken. Het stelsel Sanchez-Ketjen, waarbij als hoofdproduct uit de fecaliën zwavelzure ammonia verkregen werd, werd door Josephus Jitta ondersteund, maar de invoering in Amsterdam heeft hij niet kunnen bewerken.
- Biografisch Portaal: 11234950
- Gemeinsame Normdatei: 1075938562
- International Standard Name Identifier: 0000 0003 8854 9673
- Nederlandse Thesaurus van Auteursnamen: 292521537
- RKD-Nederlands Instituut voor Kunstgeschiedenis: 437421
- Virtual International Authority File: 281736783
- WorldCat: E39PCjBfX9RV4rXMXjWDfHcvRC